# Glenurus luniger
Glenurus luniger är en insektsart som beskrevs av Gerstaecker 1894. Glenurus luniger ingår i släktet Glenurus och familjen myrlejonsländor. Inga underarter finns listade i Catalogue of Life.